# Sławomir Sobczak
Sławomir Sobczak (ur. 27 kwietnia 1964 w Bydgoszczy) – polski artysta wizualny, autor multimedialnych instalacji i działań interdyscyplinarnych; kurator wystaw i wydarzeń artystycznych; wykładowca akademicki.

## Życiorys artystyczny
Po ukończeniu szkoły podstawowej w Mieszkowie, uczęszczał do Państwowego Liceum Sztuk Plastycznych im. P. Potworowskiego w Poznaniu. Studia artystyczne odbył w latach 1984–89 w Państwowej Wyższej Szkole Sztuk Plastycznych w Poznaniu i w 1989 roku rozpoczął pracę na stanowisku naukowo-dydaktycznym tejże uczelni. W 2009 r. uzyskał tytuł profesora sztuki. Jest kierownikiem Pracowni Filmu Eksperymentalnego II na Wydziale Animacji i Intermediów Uniwersytetu Artystycznego im. Magdaleny Abakanowicz w Poznaniu. Nadzoruje prace artystyczne studentów.
Od 1991 do 1994 roku współprowadził (z Izabelą Gustowską), a od 1994 do 2007 roku kierował Galerią ON w Poznaniu. 
W latach 2008–2013 roku był dyrektorem wykonawczym Mediations Biennale w Poznaniu. 
W latach 2013–2022 realizował autorski projekt Polish Art Tomorrow, badający potencjał polskiej sceny artystycznej po roku 2000.
Na macierzystej uczelni był prodziekanem na Wydziale Sztuki Mediów, w latach 2015–2018 był prodziekanem Wydziału Komunikacji Multimedialnej, a po zmianie nazwy do roku 2019 Wydziału Sztuki Mediów. W latach 2019–2020 pełnił funkcję pełnomocnika Rektora UAP ds. Ewaluacji. Od 2024 jest dziekanem Wydziału Animacji Intermediów. Jest wiceprezesem Via Activa - Społecznego Stowarzyszenia Edukacyjno-Artystycznego oraz prezesem Fundacji Katedry Intermediów.

## Ważniejsze wystawy

### Indywidualne (wybór)
- „Obiekty rysujące”, Galeria K , Poznań (1988)
- „Zdarzenia” (wystawa dyplomowa), PWSSP, Poznań  (1989)
- „Było wietrznie”, instalacja, Galeria ON, Poznań (1990)
- „By wam powiedzieć wszystko, wszystko powiem” (z Małgorzatą Czaińską), Galeria ON, Poznań (1991)
- „Mówione III”, instalacja dźwiękowa, Galeria AT, Poznań (1991)
- „Jak rzeka”, instalacja , Galeria ON, Poznań (1992)
- „Instalacja X”, Galeria GI, Zielona Góra (1996)
- „Instalacja L”, Galeria ON, Poznań (1996)
- „Taran”, wideo instalacja, Galeria Marcina, Poznań (K) (1997)
- „Z wnętrza”, instalacja, Galeria QQ, Kraków (1998)
- „Korytarze”, instalacja multimedialna, Galeria ON, Poznań (1999)
- „Ściany mają uszy”, multimedialna instalacja interaktywna, Galeria Wschodnia, Łódź (2001)
- „monitoring_02”, multimedialna instalacja interaktywna, Bałtycka Galeria Sztuki, Słupsk (2002)„
- monitoring_03”, multimedialna instalacja interaktywna, ASP, Poznań (2002)
- „Tsunami”, multimedialna instalacja interaktywna, Galeria ON, Poznań (2005)
- L-R (telemost), multimedialna plenerowa instalacja interaktywna, w ramach projektu Słubfurt City, Słubice / Frankfurt nad Odrą (2005)
- z cyklu Przejścia konieczne, Centrum Sztuki Patio, Łódź. (K) (2005)
- „Wibra_02”, Galeria Amfilada, Szczecin (2006)
- „Stan zagrożenia”, Galeria Sztuki Najnowszej, Gorzów Wlkp. (2012)
- „Wymiary zmienne”, Galeria Siłownia, Poznań (2014)
- „Naprężenie III”, Art Space – Collegium Polonicum, Słubice (K) (2014)

### Udział w wystawach i pokazach zbiorowych (wybór)
- „Manifestacja Młodej Sztuki”, Jarocin / Poznań (1988)
- „Młodzi Artyści Poznania”, BWA, Poznań (K) (1990)
- “Dialogi dzieł i postaw”, Centrum Rzeźby Polskiej, Orońsko (1991)
- V Międzynarodowe Triennale Rysunku, Wrocław (K) (1992)
- „Sztuka Nieobecna”, Galeria ON., Poznań (1992)
- „Spotkanie i Tworzenie” – Poznań (K) (1992)
- Dni Sztuki Współczesnej, Białystok (1993)
- „Inner Spaces”, Galeria „U Jezuitów”, Poznań (K) (1993)
- „14 polskich artystów w Izraelu”, Muzeum „Yad Labanim”, Petah Tikwa, Izrael (1993)
- „7 Artystów z Poznania”, Międzynarodowe Centrum Sztuki, Poznań (1994)
- „Drobne narracje”, Galeria Miejska ”Arsenał”, Poznań (K) (1994)
- „Videoprzestrzenie”, Państwowa Galeria Sztuki, Sopot (VK) (1994)
- “Visionfest”, Liverpool, Wielka Brytania (1994)
- „Candid Camera ?”, Muzeum Artystów, Łódź (1995)
- “10 polskich galerii pod jednym dachem”, Podewil, Berlin, Niemcy (K)  (1995)
- “Status quo” - Centrum Rzeźby Polskiej, Orońsko / Muzeum Narodowe, Warszawa (K)  (1996)
- “5 Video Fest” (transmedia Mediopolis) - Podewil, Berlin, Niemcy (K) (1996)
- “Videomentale” - Foro Artistico - Eisfabrik, Hannover, Niemcy (1996)
- “Drei Fenster Zum Hof” - Galeria ACUD, Berlin, Niemcy (1996)
- “Inner Spaces IV” - Galeria Wyspa / Stara Łaźnia, Gdańsk (K) (1996)
- “Rekomendacje 2” - Galeria Miejska ”Arsenał”, Poznań (1996)
- “TapeArt” - Fort Sztuki, Kraków (1996)
- "Videokont" - Galeria Kont, Lublin (K) (1997)
- "Baltic Ikonopress ‘97" - Zamek Książąt Pomorskich, Szczecin (K) (1997)
- “Inner Spaces V” - Galeria Miejska Arsenał, Poznań (K) (1997)
- “Square play” – Galeria Kubus, Hannover, Niemcy (K) (1997)
- Festival Polonais, Parcours Arts plastiques en Broceliande - Francja (1997)
- "Widać, słychać i czuć", Kolekcja MCS w Poznaniu - Galeria Wyspa / Stara Łaźnia, Gdańsk (1997)
- “Olgierd Nowak – XX lat później” – Galeria Arsenał, Białystok (1998)
- “Dotyk – Inner Spaces – Multimedia” – Muzeum Narodowe, Poznań (K) (1998)
- “Miejsca Sygnowane” – Centrum Sztuki Współczesnej Zamek Ujazdowski, Warszawa (1999)
- “Sites Abroad 2” – Galeria Suffolk College, Ipswich, Wielka Brytania (K) (1999)
- “Mediacje” – CSW Inner Spaces Multimedia, Poznań (K) (1999)
- "Izotop 2000" - Galeria EL, Elbląg (K) (2000)
- “Inner Spaces” – Galeria MAMU, Budapeszt (2000)
- “NONA” – Galeria u Jezuitów, Poznań (CD-K)  (2001)
- C.R.A.N.E – Quincerlot, Francja (K)  (2001)
- „Oglądając Europę” – Plazzo Calabriesi – Viterbo / Włochy (K) (2002)
- „Biało-czarne” – Galeria AT, Poznań (2002)
- „Aizu Art College” Performance Festival, Mishima / Japonia (2002)
- MMAC Festival in Tokyo 2002 – Tokjo / Japonia (K) (2002)
- „Crossingtimes", Dartington College Gallery, Dartington / Wielka Brytania (2002)
- „siedem / siedem”, Muzeum Ziemi Lubuskiej, Zielona Góra (CD-K) (2003)
- „Sztuka III RP”, Centrum Rzeźby Polskiej, Orońsko (K) (2003)
- „Pies w sztuce Polskiej”, Galeria Arsenał, Białystok (CD-K)  (2003)
- „ONeONi”, 25 lat Galerii ON, CSW Inner Spaces Multimedia, Poznań  (2003)
- Art Poznań, Stary Browar, Poznań (K) (2004)
- "Zimno 3", Modelarnia, Instytut Sztuki Wyspa, Gdańsk (2004)
- "Match II", Hanover-Poznań, Faust Hanover (K) 2004
- "Contact – Context", Galeria Victoria b, Bonn / Niemcy (K) (2005)
- "Kontakt – Kontekst", Galeria Miejska Arsenał, Poznań (K) (2005)
- 2 Berliner Kunstsalon, Berlin (K) (2005)
- "Poznań Art Now II", Galeria Bielska BWA, Bielsko Biała (2005)
- "Dwie Azje, dwie Europy", Duolun MoMA Museum, Shanghai / Chiny (K) (2005)
- "Back from Shanghai!", Kunsthalle Faust, Hannover / Niemcy (2006)
- "Coma" - reprezentacja Galerii ON, Galeria Sektor I, GCK, Katowice (K) (2006)
- "Come into my world", (Łódź Biennale 2006) Centrum Sztuki Patio (WSHE) Łódź (K) (2006)
- "Zdążyć przed zachodem słońca", Galeria Sztuki Współczesnej Wozownia, Toruń (2006)
- "Unfolding Memoirs II", New Gallery, Jerozolima / Izrael (K) (2007)
- "Noc trans-wizji", 5 lat alternatywnej aktywności Wyspy w stoczni. Instytut Sztuki Wyspa, Gdańsk  (2007)
- "Imperium Zmysłów", Słodownia Starego Browaru, Poznań (K)  (2007)
- "Asian Gate", Kunsthalle Faust, Hannover / Niemcy (2008)
- "Urban Legend" - Festiwal sztuki w przestrzeni publicznej, Poznań (K) (2009)
- "Boondocks, an urban art project", Kunsthalle Faust, Hanower / Niemcy (K) (2009)
- "Erased walls", Sztuka współczesna centralnej i wschodniej Europy, Freies Museum, Berlin (2009)
- "Mediatorzy", Muzeum Narodowe, Warszawa (K), (2010)
- "Silenie, please!” Państwowa Galeria Sztuki, Sopot  (2010)
- ”Hotel de Inmigrantes – Cosmopolitan Stranger”, Hasselt, Belgia (2012)
- “Still_ON, 35 lat Galerii ON”, była Nowa Synagoga, Poznań (2012)
- ”Hotel de Inmigrantes – Crossing space,  Hanower, Niemcy (2013)

- Festiwal “lAbiRynT”,  Słubice/Frankfurt nad Odrą, Niemcy (2013)
- “Poles”, The Empire Project Gallery, Istambuł (2014)

### Kurator wystaw (wybór)
- Sztuka nieobecna I – Galeria ON, Poznań (1992)
- Sztuka nieobecna II – Galeria ON, Poznań (1992)
- Poświaty, CSW Inner Spaces Multimedia, Poznań (2003)
- Wobec poznania CSW Inner Spaces Multimedia, Poznań (2003)
- Olgierd Nowak – XX lat później  9 galerii na terenie Polski i Niemiec, (1998-2000)
- ONe – ONi – CSW Inner Spaces Multimedia, Poznań (2003)
- Poznań Art Now, wystawa towarzysząca Łódź Biennale, (2004)
- Art Poznań 2005 (Wystawa galerii non profit) Stara rzeźnia Poznań (2005)
- Poznań Art Now II, Galeria Bielska BWA, Bielsko Biała, (2005)
- Polish Video Art., wystawa towarzysząca Łódź Biennale (2006)
- Auropean Attitude (w ramach Asia Europe Mediations) WSNHiD w Poznaniu, (2007)
- Rzeczywistość poza poznaniem, ASP Poznań, (2008)
- Erased Walls, preview – Sztuka współczesna centralnej i wschodniej Europy (część Polska), Freies Museum, Berlin, (2009)
- Erased Wells – na Mediations Biennale, Poznań (2010)
- Erased Wells – Space gallery Bratysława (2010)
- Crazycurators Biennale, Bratysława / Poznań (2010/11)
- Still_ON, 35 years ON Gallery,  Poznań, (2012)
- Granice globalizacji (w ramach projektu Polish Art Tomorrow i Mediations Biennale 2014) Centrum Kultury ZAMEK, Poznań (2014)

oraz ponad 200 wystaw indywidualnych i grupowych w galerii ON.

### Organizator sympozjów i spotkań
- Odpryski – spotkania artystów performance, Galeria ON (1998)
- Forum galerii i miejsc sztuki w Polsce, CSW Inner Spaces multimedia
- Prezentacja galerii non profit na Art Poznań (2004)
- Polska Biennale, cykl 5 spotkań (2010 Poznań), (2011 Łódź, Szczecin, Poznań), (2012 Poznań)

(K) – katalog wystawy